# درباره یهودیان و دروغ‌های آنان
دربارهٔ یهودیان و دروغ‌های آنان (به آلمانی: Von den Jüden und jren Lügen) یک مقاله ۶۵۰۰۰ کلمه‌ای است که مارتین لوتر در سال ۱۵۴۳ میلادی نوشته است.

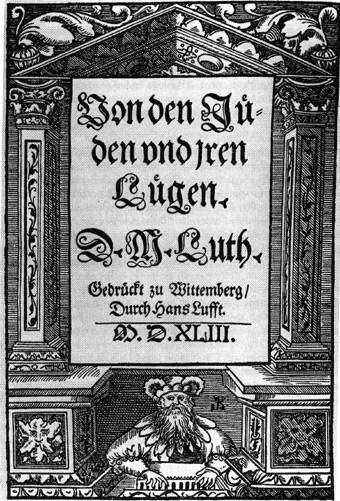
صفحه اول نسخه آلمانی دربارهٔ یهودیان و دروغ‌های آنان اثر مارتین لوتر

در این مقاله لوتر یهودیان را «مردمی خودفروش، و نه مردمی خدایی، که دربارهٔ نژاد خود فخر می‌فروشند و ختنه می‌کنند» خوانده است. او همچنین نوشته‌است زن بدکاره و شیطانی» است.

## پیش‌زمینه
دیدگاه‌های مارتین لوتر در مورد یهودیان چندین بار در زندگی او دچار تغییر شد. در ابتدا او که با کلیسای کاتولیک به شدت مخالف بود ، اعتقاد داشت که دلیلی که یهودیان حاضر به مسیحی شدن نیستند تعالیم غلط کلیسای کاتولیک است؛ ولیکن در نه سال آخر زندگی خود او به شدت یهودستیز شد و توصیه به استفاده از خشونت علیه یهودیان کرد.
در سال ۱۵۱۹ مارتین لوتر می‌نوسید: «نفرت روحانیون از یهودیان بی معنی است... آیا یک یهودی حاضر می‌شود دین ما را بپذیرد وقتی آن را اینقدر دشمن خود می‌بیند؟»
در سال ۱۵۲۳ میلادی لوتر مقاله‌ای به نام «عیسی مسیح یهودی زاده بود» نوشت. در این مقاله او نوشته است: «اگر حواریون که یهودی بودند، با ما جنتیلها همانگونه رفتار می‌کردند که ما جنتیلها با یهودیان رفتار می‌کنیم جنتیلها هیچوقت مسیحی نمی‌شدند.»
ولیکن در گذر زمان لوتر به شدت نسبت به یهودیان منفی شد. دقیقاً دلیل این تغییر دیدگاه مشخص نیست. او در ابتدا اعتقاد داشت که بعد از اینکه یهودیان تعالیم درست مسیحی را از زبان او بشنوند حتماً مسیحی خواهند شد ولیکن این امر صورت نگرفت. از سال ۱۵۳۰ میلادی لوتر به یکی از مهمترین دشمنان یهودیان تبدیل شد.

## متن کتاب
لوتر با این امر شروع می‌کند که یهودیان در ابتدا توسط خداوند برای امری خاص انتخاب شدند. او سپس به برنامه خداوند و اعطای انتخاب او از فردی به فرد دیگر نظیر اسماعیل به 
اسحاق و عیسو به یعقوب می‌پردازد. لوتر سپس می‌نویسد که قوم برگزیده خداوند از یهودیان به مسیحیان منتقل شده است. لوتر می‌نویسد وضعیت بد یهودیان نشاندهنده این است که آنها دیگر قوم برگزیده خدا نیستند. او می‌نویسد: «زیرا چنین گونه خشم بیرحم خداوند (نابودی هزارساله معبد و پخش شدن یهودیان در سراسر دنیا) بیش از هرچیز نشاندهنده این است که آنها اشتباه کردند و در گمراهی بودند و این امر مشخص است. این اتفاقات بسیار بد نشان می‌دهد که یهودیان توسط خداوند طرد شدند و دیگر قوم او نیستند زیرا او خدای آنها نبوده است».

### قوم برگزیده خدا از دیدگاه لوتر
لوتر می‌نویسد که یهودیان بیش از هر چیز به نژاد پیامبران و اینکه ابراهیم، سارا، اسحاق، ربکا، یعقوب و دوازده پسر اسرائیل را به عنوان اجداد خود دارند می‌نازند. آنها خود را اشراف زاده می‌نامند و تنها افراد با اهمیت در این دنیا میدانند و ما گوئیم که در برابر آنها جنتیل نامیده می‌شویم در چشمان آنان اهمیتی بیشتر از مشتی کرم بی‌ارزش نداریم. این به خاطر این است که ما به خانواده اشرافی آنها تعلق نداریم و پدران و پدربزرگان ما مانند آنها نیستند. این مهمترین دلیل پافشاری آنان است ولیکن کسی می‌تواند به این نژاد بنازد که مسیح آن، عیسی مسیح، را رد نکرده باشد. لوتر می‌نویسد که پیامبران عهد عتیق هیچگاه به نژاد خود نمی‌نازیدند و بلکه خود را فروتن می‌دانستند. به عقیده لوتر قوم برگزیده خداوند بعد از آمدن مسیح بی معنی است و او اعتقاد دارد که نابودی معبد دوم اورشلیم و پخش شدن یهودیان در سراسر دنیا نشاندهنده رها شدن آنان توسط خداوند است.

### رد کردن مسیح
لوتر اعتقاد دارد که یهودیان به دلیل رد کردن مسیح قومی لعنت شده هستند (نسل شیطان) و منجی خود را طرد کرده‌اند. او چندین بار به یحیی معمدان اشاره می‌کند که یهودیان را افعی می‌خواند. او این آیه را با آیات ابتدایی کتاب پیدایش که در آن نسل زن و نسل مار با یکدیگر دشمن خواهند بود مقایسه می‌کند و او این جنگ را در تمامی تاریخ بشری میداند. او اعتقاد دارد که انتظار یهودیان برای ظهور یک منجی یهودی که تمامی کشورهای جنتیل را مطیع کند چیزی غیر از خودفریبی نیست زیرا عهد عتیق به یک منجی جهانی و نه قومی اعتقاد دارد. همچنین پادشاهی مسیح در دنیا پادشاهی دنیوی نیست زیرا کتاب مقدس آن را دائمی میداند. لوتر اشاره می‌کند که یهودیان به دلیل این گمراهی افرادی نظیر بارکوخبا و کورش پادشاه پارسیان را به عنوان مسیح خود دانستند.

### اتهامات به عیسی مسیح و مادرش
در قسمت دهم مقاله لوتر یهودیان را مورد سرزنش قرار می‌دهد و می‌گوید که با وجود اینکه آنان به وجود عیسی به عنوان شخصیت تاریخی اعتقاد دارند ولیکن او را حرامزاده و از طرف شیطان دانسته و مریم مادر او را یک فاحشه می‌خوانند. او می‌نویسد: «آنها نمی‌فهمند که به خاطر این اعتقاد توسط خداوند لعنت شده هستند. آنها با سرسختی در این اعتقاد رنجهای خود را چندبرابر می‌کنند آنها کشوری برای خود ندارند و در زمین می‌چرخند و همیشه غریبه باقی می‌مانند.»

### سرزنش کردنرباخواریتوسط یهودیان
لوتر سپس به سرزنش یهودیان می‌پردازد و آنها را موجوداتی انگلگونه میداند که در تلاش برای به دست آوردن قدرت به وسیله ربا خواری هستند. او می‌نویسد:

### مخالفت با عیدپوریم
لوتر سپس در مورد عید پوریم مینویسد:

## توصیه‌های یهودستیزانه
لوتر سپس راهکارهای زیر را برای برخورد با یهودیان پیشنهاد می‌کند:
۱- کنیسه‌ها و مدارس یهودی باید نابود شوند و خرابه‌های آنها از چشم دور شوند.
۲- خانه‌های یهودیان نابود شود و ساکنان آنها مجبور به زندگی در مزرعه شوند.
۳- نوشته‌های مذهبی آنها نابود شود.
۴- خاخامها ممنوع‌التدریس شوند و اگر رعایت نکردند اعدام شوند.
۵- مسافرت امن در راه‌ها برای یهودیان ممنوع شود.
۶- ربا ممنوع شود و تمامی طلا و نقره از دسترس خارج شده و در محلی جدا نگهداری شود.
۷- یهودیان به عنوان برده به کار کشاورزی مجبور شوند.
معمولاً نظر اکثر محققان این است که دیدگاه‌های مارتین لوتر تأثیر زیادی بر آلمان نازی داشته‌است. در زمان تشکیل قوانین نورنبرگ کتاب لوتر بسیار در معرض نمایش قرار می‌گرفت؛ ولیکن بعضی دیگر از محققان اعتقاد دارند که تأثیر این مقاله بر مردم آلمان بسیار کمتر از آنچه قبلاً فرض می‌شد بوده‌است و این مقاله در قرن‌های ۱۸ و ۱۹ فراموش شده بود.
از سال ۱۹۸۰ کلیساهای لوتران خود را از نوشته‌های لوتر در مورد یهودیان جدا کردند. در نوامبر ۱۹۹۸ در ۶۰ سال کریستالناخت کلیسای لوتران باواریا اعلامیه‌ای در دوری از دیدگاه‌های مارتین لوتر در مورد یهودیان صادر کرد.
دیدگاه‌های لوتر در مورد یهودیان دچار تغییر زیادی در طول زندگی وی شد. وی ابتدا نظر بدی نسبت به آنها نداشت و اعتقاد داشت دلیل مقاومت یهودیان در برابر مسیحی شدن تعلیمهای نادرست کلیسای کاتولیک است و اگر مسیحیت واقعی به آنها عرضه شود یهودیان آن را قبول خواهند کرد.
در سال ۱۵۱۹ مارتین لوتر در نوشته‌ای به طرفداری از یهودیان پرداخت و برخورد مسیحیان با آنها را نادرست دانست. او همچنین در سال ۱۵۲۳ در مقاله‌ای دیگر در مورد اینکه عیسی یهودی زاده بود مطالبی نوشت.
ولیکن در سالهای ۱۵۳۰ لوتر دیدگاه خود را نسبت به یهودیان تغییر داد. در سال ۱۵۳۶ یکی از شاهزادگانی که با لوتر روابط خوبی داشت یهودیان را از قلمرو خود اخراج کرد. به طور کامل مشخص نیست که چه چیزی باعث شد مارتین لوتر دچار تغییر در رویه خود نسبت به یهودیان شود ولیکن ممکن است عدم موفقیت او در مسیحی کردن آنان نقش زیادی در این مسئله داشته باشد.